# Rádio 7
Rádio 7 je česká křesťanská rozhlasová stanice, provozovaná spolkem TWR-CZ, což je nezávislý národní partner mezinárodní křesťanské rozhlasové misie Trans World Radio. Program nabízí živé vysílání v češtině 24 hodin denně. Stejnojmenné rádio vysílá i na Slovensku.

## Historie
TWR-CZ od 10. září  1990 připravovalo křesťanské pořady pro rozhlasové stanice různých vlastníků. Roku 2003 byla společnostmi TWR-CZ a TWR-SK založena společnost T.W.Rádio s.r.o. a v lednu 2006 bylo spuštěno vysílání Rádia 7. Každá ze společností TWR-CZ a TWR-Media zajišťovala 12 hodin vysílání rádia denně. V roce 2019 bylo rozhodnuto o ukončení česko-slovenského vysílání, od 31. prosince 2019 vysílalo Rádio 7 na satelitu pouze česky.

## Dostupnost
Rádio 7 lze od 10. září 2019 naladit celodenně v českém jazyce na internetu. Od 12. listopadu 2019 do listopadu 2022 bylo vysílání dostupné i na satelitu. 18. ledna 2022 Rada pro rozhlasové a televizní vysílání na svém zasedání udělila rádiu licenci pro DAB+ vysílání. Od 27. ledna 2022 je stanice dostupná v DAB+ multiplexech RTI cz a Teleko, s oficiálním zahájením v úterý 1. února.

## Vysílače
Rádio 7 je šířeno v DAB multiplexech Teleko DAB a RTI cz DAB :

## Vysílané pořady
Akademie, Čtení na pokračování, Čtení z Bible, Doteky, Fortepiano, Kanafásek, Ke kořenům, Na sobotní frekvenci Proglasu, Písničky na přání, Pohovka, Studna slova, Světem Bible, Za obzor a mnoho dalších.